# Roșiori (okręg Botoszany)
Roșiori – wieś w Rumunii, w okręgu Botoszany, w gminie Răchiți. W 2011 roku liczyła 1343 mieszkańców.